# Komet Schuster
Komet Schuster (uradna oznaka je 106P/Schuster) je periodični komet z obhodno dobo okoli 7,3 let. 
Komet pripada Jupitrovi družini kometov 

## Odkritje
Komet je odkril nemški astronom Hans-Emil Schuster 9. oktobra 1977 na Evropskem južnem observatoriju .